# Instytut Studiów Regionalnych i Globalnych Uniwersytetu Warszawskiego
Instytut Studiów Regionalnych i Globalnych – jeden z instytutów Wydziału Geografii i Studiów Regionalnych Uniwersytetu Warszawskiego.

## Historia
Instytut powstał w 1962 roku jako interdyscyplinarne Studium Afrykanistyczne, które zostało przekształcone w Instytut Afrykanistyczny. W 1977 r. stał się on częścią nowo utworzonego WGiSR UW i przyjął nazwę Instytut Krajów Rozwijających się (IKR), a od 2006 roku – Instytut Studiów Regionalnych i Globalnych (ISRiG). Ostatecznie zlikwidowany w 2018 roku.
IKR był w Polsce pionierską instytucją, w której zapoczątkowano nauczanie, badania oraz gromadzenie literatury na temat krajów rozwijających się. Zbiory dawnego IKR przejęła biblioteka WGiSR UW. Ważnym elementem działalności Instytutu  była także współpraca z zagranicznymi uczelniami i badania terenowe prowadzone przede wszystkim w krajach słabiej rozwiniętych.
Późniejszy ISRiG był unikatowym w skali kraju ośrodkiem naukowym zajmującym się problematyką krajów rozwijających się, a jego cechą wyróżniającą była interdyscyplinarność prowadzonych badań. Instytut skupiał geografów, ekonomistów, etnologów, historyków, socjologów oraz specjalistów z dziedziny nauk politycznych, stosunków międzynarodowych i architektów.

## Działalność ISRiG
Oprócz działalności dydaktycznej, pracownicy IKR prowadzili także własne, indywidualne i zespołowe, badania terenowe i uczestniczyli w wielodyscyplinarnych programach badawczych w Europie i krajach rozwijających się.
Instytut od wielu lat działał jako forum wymiany poglądów i doświadczeń naukowców z różnych ośrodków badawczych, dając osobom zainteresowanym problematyką rozwojową możliwość nawiązania ciekawych kontaktów. Kilka razy w miesiącu organizowane były otwarte seminaria, podczas których prezentowano wyniki badań pracowników Instytutu, a także innych naukowców.
W Instytucie od 1998 r. organizowano co roku ogólnopolską Konferencję Młodych Badaczy. W konferencji brali udział studenci studiów magisterskich, doktoranckich oraz młodzi doktorzy, a teksty wygłoszonych referatów publikowano w materiałach pokonferencyjnych.
Dzięki wieloletniej współpracy z zagranicznymi uczelniami oraz UNESCO, w Instytucie odbywali staże naukowe i badawcze stypendyści z krajów rozwijających się, m.in. z Nigerii, Ghany, Kenii, Gabonu, Botswany, Madagaskaru.
W ostatnich latach istnienia Instytutu pracownicy przygotowywali ekspertyzy na zlecenie m.in. Ministerstwa Spraw Zagranicznych, Ministerstwa Gospodarki, Ministerstwa Finansów, Sejmu i Senatu.